# Stefano Jacini (1826-1891)
Pour les articles homonymes, voir Stefano Jacini.
Le comte Stefano Francesco Jacini (Casalbuttano ed Uniti, 26 juin 1826 - Milan, 25 mars 1891) était un homme politique et un économiste italien.
D'idéaux patriotiques et unitaires, il participe au Risorgimento sur des positions conservatrices. Souvent non aligné sur son propre parti, il s'oppose, en tant que catholique, à la manière et au moment de la prise de Rome et à la pratique du transformisme, inaugurée par Agostino Depretis avec le consentement du chef du parti modéré Marco Minghetti.

## Biographie

### Naissance et jeunesse
Stefano Jacini naît le 26 juin 1826 à Casalbuttano ed Uniti, près de Crémone, dans l'une des familles les plus riches et les plus aisées de la basse Lombardie: en effet, son père, Giovanni Battista Jacini, est un riche propriétaire terrien qui possède également une usine textile pour la filature du lin et de la soie, tandis que sa mère Maria Grazia Romani est également issue d'une famille bourgeoise.
Outre ses études d'agriculture et d'économie, Giovanni Battista s'intéresse à la vie politique et administrative de la Lombardie et occupe des postes importants: membre de la députation provinciale (1823), conseiller municipal de Pizzighettone et membre de la congrégation provinciale de Crémone (1843). En outre, il était en contact avec les représentants les plus éclairés de la bourgeoisie agraire de Lombardie et avait fait des investissements mobiliers dans des sociétés impliquées dans le commerce de la soie et la production de lin. Afin de permettre à ses fils de continuer à gérer l'entreprise familiale, Jacini décide d'inscrire ses fils Stefano, Paolo et Pietro au collège de l'agronome suisse "Philipp Emanuel von Fellenbeg"" à Hofwyl, près de Berne, en Suisse, où ils étudient les langues et les techniques agricoles.
En 1836, cependant, après seulement trois ans passés là-bas, Stephen a dû être retiré du collège en raison d'un décret des Habsbourg, pris deux ans plus tôt, interdisant aux sujets de l'Empire d'envoyer leurs enfants étudier à l'étranger. Il poursuit donc ses études au pensionnat San Paolo de Milan, puis au lycée de Brera et enfin au lycée de Porta Nuova, en se consacrant aux études humanistes, ainsi qu'aux notions de comptabilité et à l'utilisation des langues étrangères. Et tandis que son frère Pietro reprend l'entreprise familiale et que son autre frère Paolo devient architecte et membre de la "Société pour l'encouragement des arts et métiers" de Milan, Stefano s'inscrit à la faculté de droit de l'université de Pavie en 1846, où il obtient son diplôme le 10 mars 1850.

### Formation politique
Après être devenu avocat, Jacini a terminé ses études à Vienne, d'où il a complété sa formation par des voyages d'étude en Allemagne (visite de Baden, Francfort, la Saxe et la Prusse), en Suède, en Russie, en Hongrie, jusqu'en Grèce et en Turquie. Puis, entre 1851 et 1852, Stefano Jacini visite les Pays-Bas, la Belgique et l'Angleterre, où il rencontre l'homme politique et penseur anglais Richard Cobden, et se rend ensuite en France, où, outre la visite des régions agricoles du sud, il assiste au coup d'État de Napoléon III, proclamé empereur, s'émerveillant du peu de résistance qu'il rencontre. Enfin, en mai 1852, Jacini retourne à Milan, où il s'établit comme représentant de l'entreprise de son père.
Entre-temps, depuis 1851, les bourgeois lombards avaient commencé à travailler sur les conditions économiques et sociales de l'agriculture lombarde, un sujet qui avait été proposé par la "Société pour l'encouragement des sciences et des lettres" de la capitale lombarde. Son ouvrage sur le sujet, intitulé "La proprietà fondiaria e le popolazioni agricole in Lombardia", a été primé par la société le 19 mai 1853 et publié à Milan l'année suivante (la deuxième édition a été publiée en 1856). En outre, grâce à la diffusion rapide de l'œuvre, réimprimée plusieurs fois, traduite en allemand et appréciée par les savants européens, en 1857, à l'âge de 30 ans seulement, Jacini devient membre d'abord de l'Académie des sciences et des lettres de l'institut lombard (Istituto Lombardo) et, immédiatement après, de l'Accademia dei Georgofili de Florence.
Il s'intéresse rapidement à la politique, fréquente les cercles culturels milanais et noue des relations avec des personnalités importantes telles que Carlo Cattaneo, Cesare Giulini della Porta et Ludovico Trotti. Bien que Jacini ait pris ses distances avec la domination autrichienne, il accepta en 1857 la commande du nouveau gouverneur Ferdinand Maximilien de Habsbourg, frère de l'empereur François-Joseph de Habsbourg, de mener une enquête sur les conditions économiques de la région de la Valteline.
Le résultat de ce travail est l'ouvrage "Sulle condizioni economiche della provincia di Sondrio" (Sur les conditions économiques de la province de Sondrio), publié à Milan en 1858, dans lequel l'entrepreneur lombard illustre les difficultés et le retard économique de la province, en donnant également des suggestions pour améliorer l'économie et le système routier. En outre, entre 1857 et 1858, Jacini publie une série de mémoires, adressés à d'importantes personnalités politiques étrangères, dans lesquels il expose les maux de la domination autrichienne dans le royaume de Lombardie-Vénétie: l'un d'entre eux est adressé à Camillo Cavour, Premier ministre du royaume de Sardaigne, et décrit les conditions générales de la Lombardie et de la Vénétie.

### Carrière politique
En raison de son expérience économique et financière, Jacini, après les événements de la deuxième guerre d'indépendance, fait partie, en août 1859, d'une commission gouvernementale constituée par Giovanni Battista Oytana, ministre des Finances du gouvernement La Marmora I, pour préparer les projets de lois financières adoptés ensuite par l'exécutif. Après le retour au pouvoir de Cavour en janvier 1860, l'homme politique lombard participe à la commission chargée de rédiger la nouvelle loi électorale, puis il est nommé par Cavour ministre des travaux publics du royaume de Sardaigne. En cette qualité, il s'emploie à uniformiser les services de génie civil, postaux et télégraphiques des nouvelles provinces avec le Piémont, fait approuver par le Parlement les conventions ferroviaires pour le chemin de fer de Cenisio et la ligne Bologne-Ancône, les projets de loi pour l'amélioration des ports de Gênes et d'Ancône et la création d'une commission pour la conception du chemin de fer transalpin. Il a également contresigné les décrets royaux d'annexion des nouvelles provinces (Marches, Ombrie, Sicile et Mezzogiorno) après les plébiscites de 1860.
Ayant démissionné de ses fonctions ministérielles le 14 février 1861, à la suite de sa défaite au premier tour des élections politiques du 27 janvier 1861, Jacini indique à Cavour son successeur, le banquier toscan Ubaldino Peruzzi; il revient occuper le poste de ministre des Travaux publics du nouveau Royaume d'Italie dans les gouvernements La Marmora II et Ricasoli II (jusqu'au 17 février 1867). Au cours de sa deuxième période ministérielle, Jacini fournit également de précieux conseils sur l'organisation du réseau ferroviaire national, réorganise le système postal et télégraphique italien, uniformise la législation sur les travaux publics et réglemente la construction des routes publiques.
De plus, ses compétences diplomatiques, combinées à sa connaissance de l'allemand, ont permis de conclure un accord anti-autrichien avec la Prusse, alliée de l'Italie dans la troisième guerre d'indépendance.
Ayant démissionné le 17 février 1867, Stefano Jacini refusa, bien qu'il l'emporta, l'élection de député du 20 décembre 1868, acceptant en revanche la nomination de sénateur le 7 février 1870 et reçu par le roi Vittorio Emanuele II. Catholique conservateur, il s'oppose au transfert de la capitale italienne à Rome après les événements de la brèche de Porta Pia le 20 septembre 1870, tout en demandant la reconnaissance de la protection internationale du Pape.
Dans les années qui suivent, l'homme politique italien se fait remarquer par nombre de ses publications économiques et politiques, dans lesquelles il plaide par exemple pour l'amélioration des institutions de l'État par la décentralisation administrative et l'élargissement du suffrage électoral. Cependant, le nom de Jacini reste lié à la célèbre enquête agraire, lancée le 15 mars 1877 sous le gouvernement dirigé par Agostino Depretis, un représentant de la gauche historique, pour vérifier les conditions économiques et sociales des campagnes italiennes et l'état de l'agriculture nationale.
En effet, Jacini, de 1881 à 1886, a été président de la commission d'enquête créée à cet effet, publiant en 1884 un volumineux rapport, encore connu sous le nom d'Enquête Jacini. L'enquête est promue par la Chambre des députés le 15 mars 1877,. Libéral, il demande une réduction des dépenses militaires et des allègements fiscaux pour l'agriculture. D'autre part, bien que venant d'une des régions où la prévalence de la pellagre est la plus élevée, il nie la nature sociale de la maladie.

### Dernières années
Dans les dernières années de sa vie, Jacini, qui avait reçu du roi Umberto Ier de Savoie, en 1880, le titre de comte pour lui-même et ses descendants (uniquement le mâle premier-né), s'oppose durement, depuis les bancs de l'opposition modérée, au transformisme de Depretis et aux tendances autoritaires et impérialistes de Francesco Crispi, en particulier à la stipulation de la Triple Alliance, au colonialisme en Afrique et à la politique économique du gouvernement.
Enfin, Stefano Jacini meurt à Milan le 25 mars 1891, à l'âge de 64 ans, et est enterré dans le tombeau familial.

## Vie privée
Stefano Jacini s'est marié en 1858 avec Teresa Prinetti, alors âgée de 17 ans, qui est morte en 1887 de phtisie, contractée alors qu'elle s'occupait d'une servante souffrant de la maladie. Affligé par sa mort et fatigué par la quantité de travail que son rôle politique impliquait, Jacini ne se remit jamais et mourut quatre ans plus tard.

## Décorations
- Grand-officier de l'Ordre des Saints-Maurice-et-Lazare
- Grand officier de l'ordre de la Couronne d'Italie

## Œuvres
- Les Mémoires sur la population agricole de Lombardie (1854)
- La Propriété foncière en Lombardie (1856)